# سوداگر (فیلم)
سوداگر (ایتالیایی: Il trafficone) یک فیلم کمدی سکسی سبک ایتالیایی به کارگردانی ناندو چیچرو است که در سال ۱۹۷۴ منتشر شد.

## گزیدهٔ بازیگران
- کارلو جوفره
- ماریلو تولو
- تینا امون
- آدریانا آستی
- انتسو کاناواله
- ریتا کالدرونی
- لینو بانفی
- ایرینا مالیوا
- جانی آگوس
- الیو زاموتو
- وینچنتسو کروچیتی
- پاملا ویلورسی
- رنتسو مارینیانو
- مینو گوئرینی
- جانکارلو بادسی
- برونو کوربوچی
- ماسیمو داپورتو